# Vándorboglárka
A vándorboglárka (Lampides boeticus) a boglárkalepke-félék családjába tartozó, Eurázsiában, Afrikában és Ausztráliában elterjedt lepkefaj. 

## Megjelenése
A vándorboglárka szárnyfesztávolsága 2,8-3,6 cm. A hím szárnyainak felső oldala ibolyáskék, szegélye barnásfekete. A hátsó szárny peremén vékony hosszú nyúlvány (ún. farkinca) található; ennek két oldalán a szárny szélén két jól kirajzolódó fekete, kerek folt látszik, amelyek egy jóval halványabb foltsorhoz tartoznak. A nőstény szürkésbarna, a szárnyak tövében és közepén erős kék behintéssel. A szárnyak fonákja barnásszürke-fehéren márványozott, a farkincánál lévő foltok felül narancssárgával szegélyezettek, alsó pereme fémesen csillog. 

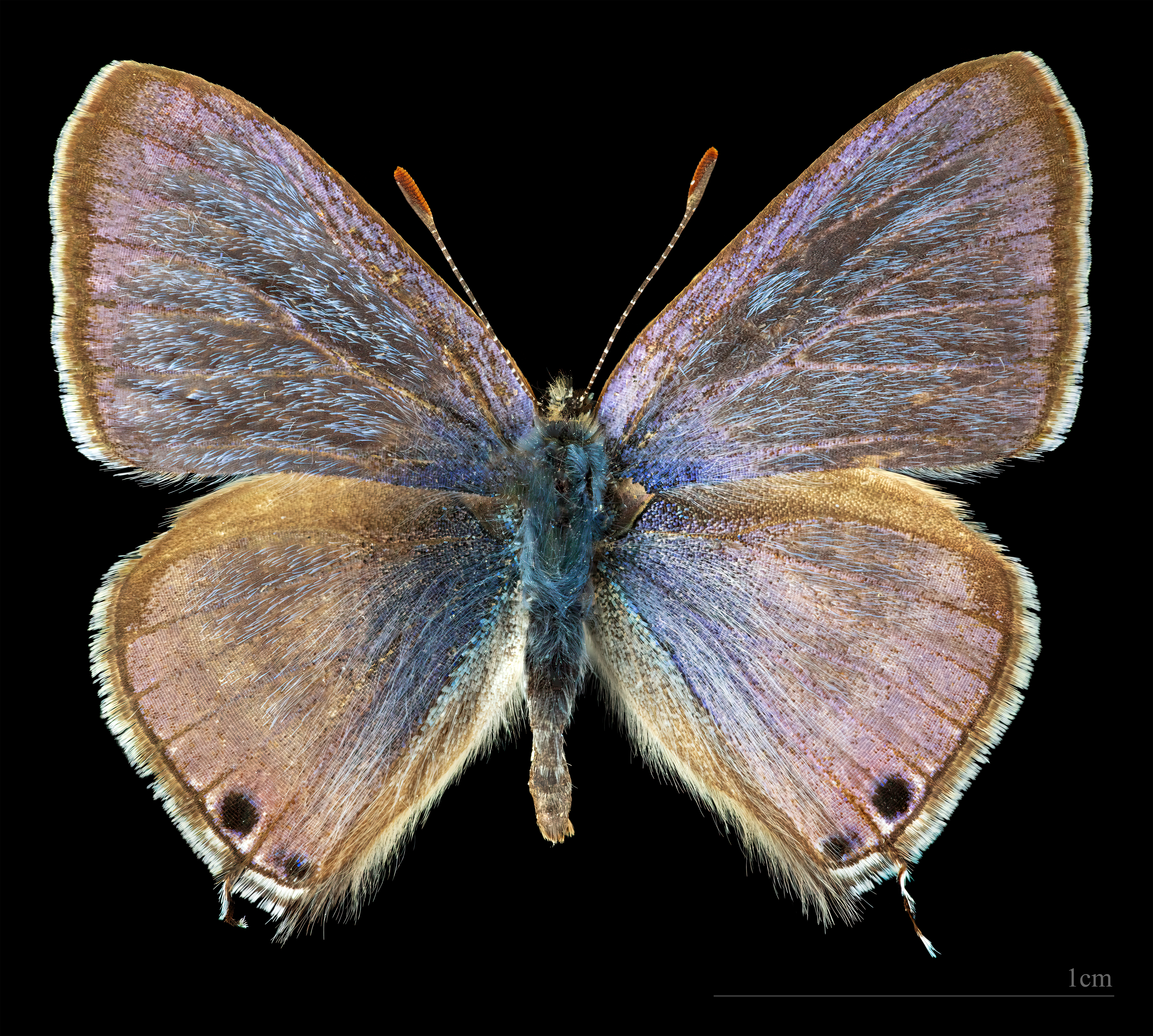
Lampides boeticus ♂
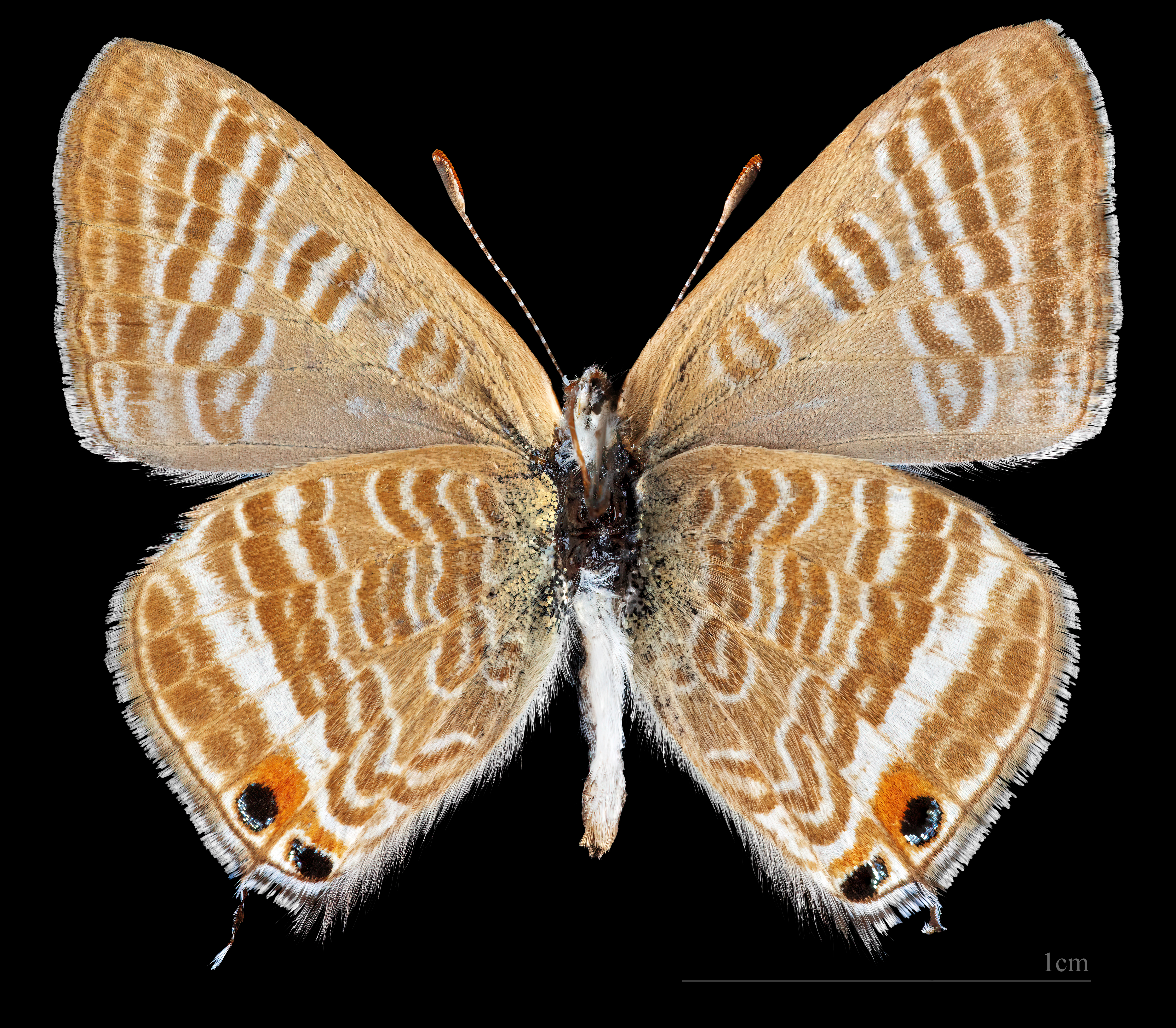
Lampides boeticus ♂  △

Mérete változékony lehet.
Hernyója sárgásbarna, a hátán világosabb, középen vékony, sötétebb vonallal.

### Hasonló fajok
A déli boglárka hasonlít hozzá.

## Elterjedése
Európában, Délnyugat- és Dél-Ázsiában, Afrikában és Ausztráliában honos. Trópusi-szubtrópusi faj, Európában csak a Földközi-tenger peremén és szigetein tud áttelelni, de vándorló egyedei minden évben bejárják Európát egészen Dél-Angliáig és Észak-Németországig, ahol nyári nemzedéke felnő. Magyarországon sincsenek állandó állományai, a Dunántúlon (Mecsek, Villány, Balaton-felvidék) észlelték kóbor példányait. 

## Életmódja
Meleg, napsütötte rétek, domboldalak, bozótosok lepkéje.   
Magyarországon áprilistól jelenhetnek meg vándorló egyedei, majd nyári nemzedéke júliustól októberig repül. A nőstény pillangósvirágúak (pukkanó dudafürt, takarmánylucerna, seprűzanót) virágaira rakja petéit. A kikelő hernyó a virágzattal és az éretlen termésekkel táplálkozik.    
Magyarországon nem védett.

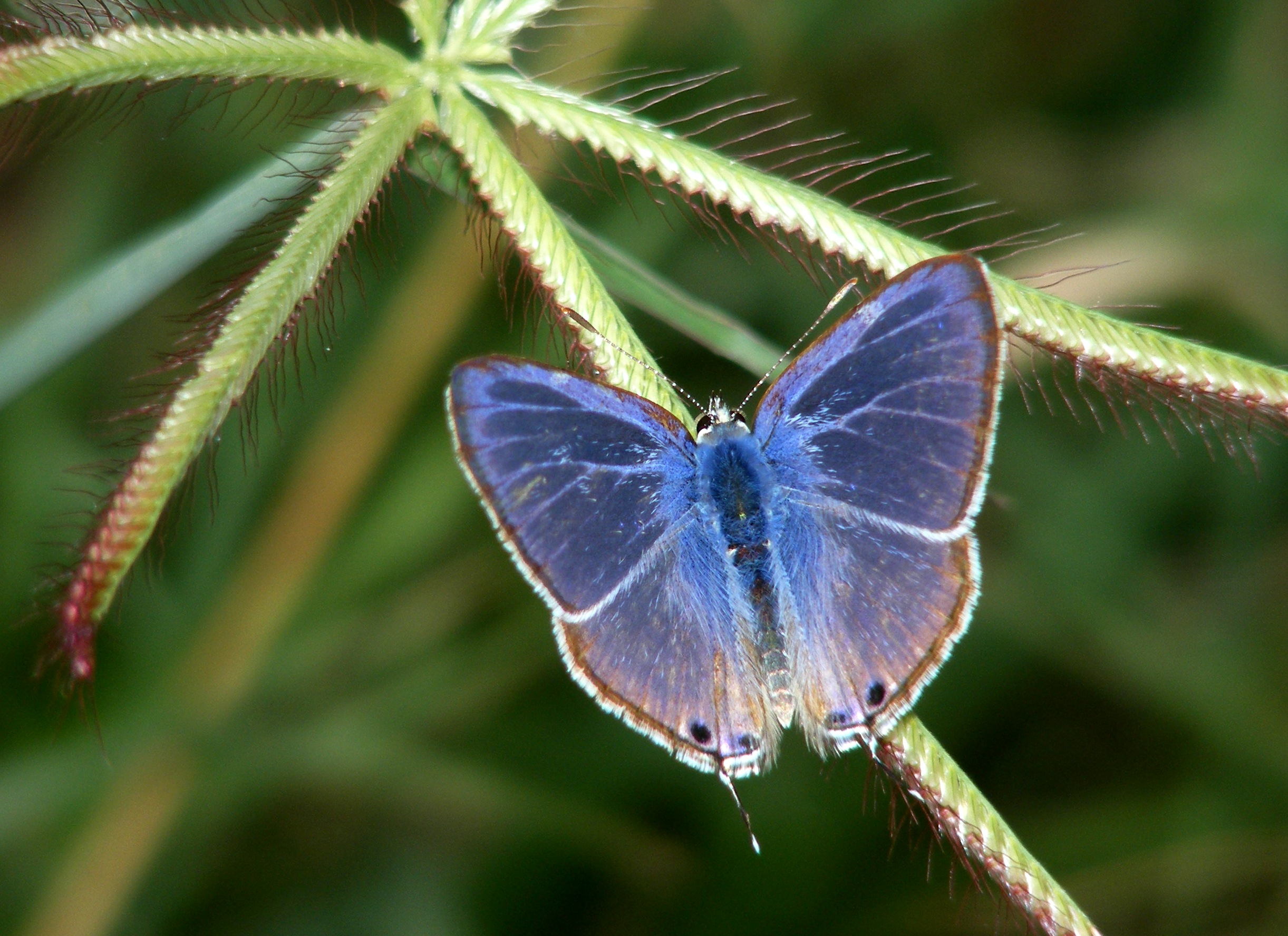
Hím példány
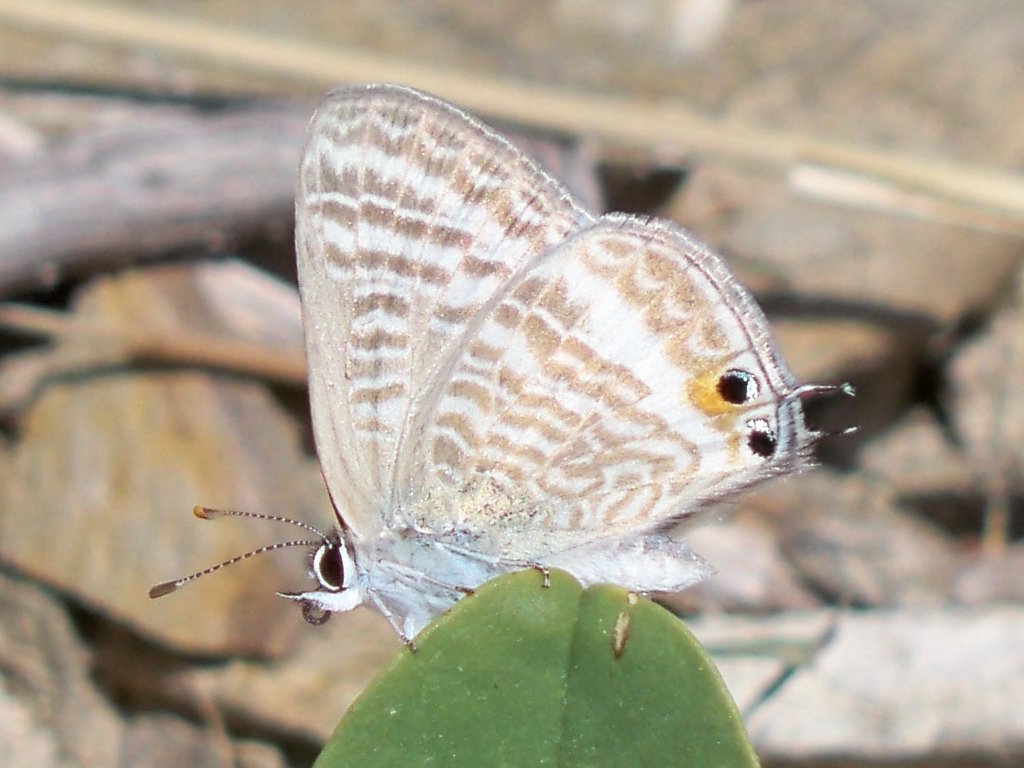
Szárnyainak fonákja
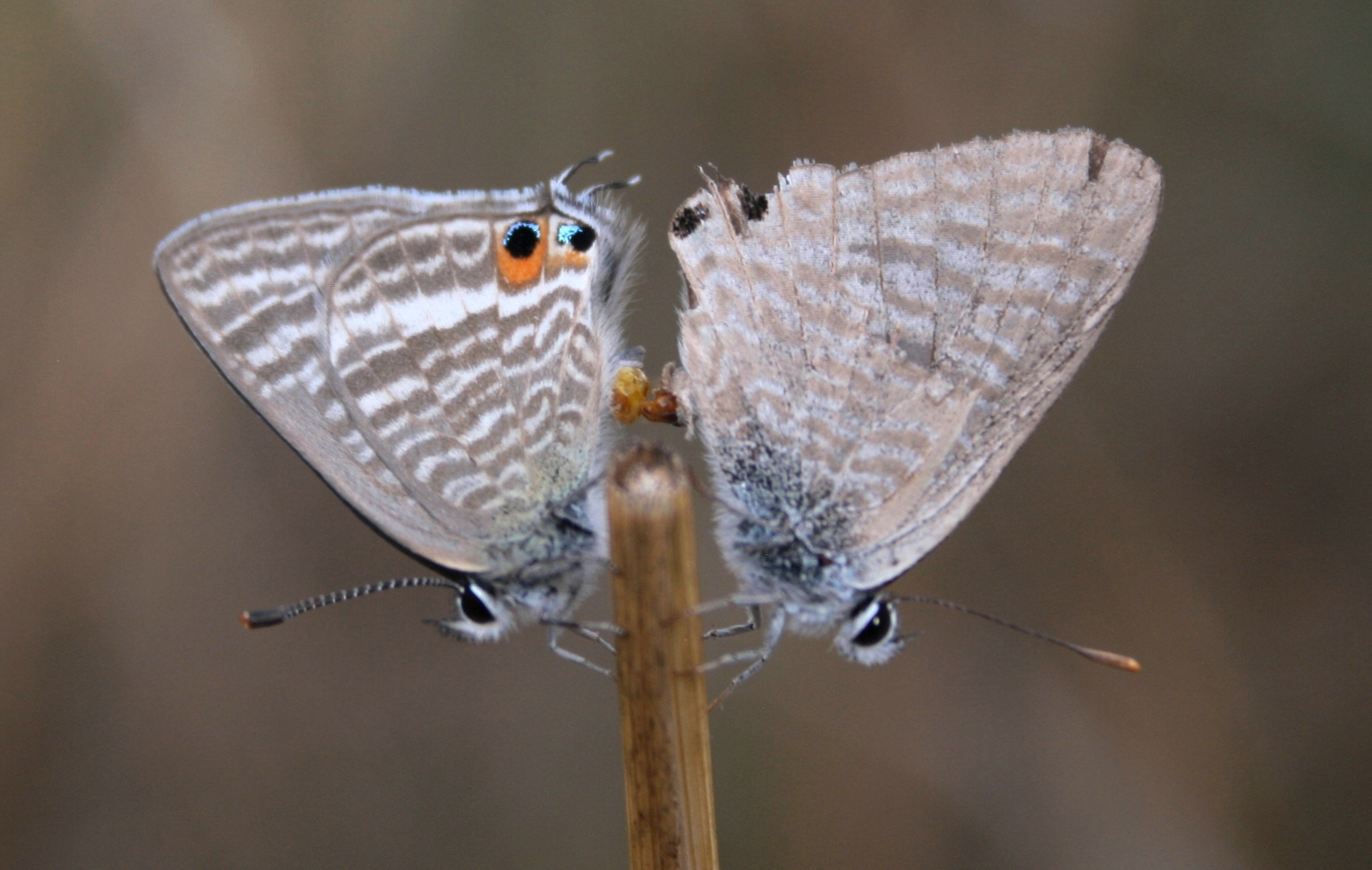
Párzó lepkék
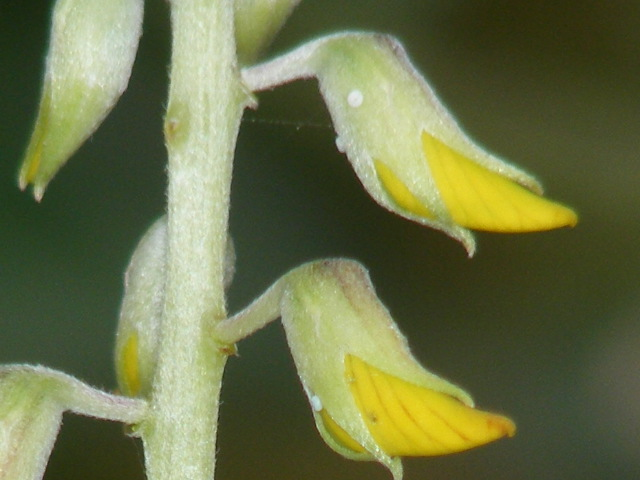
Petéi
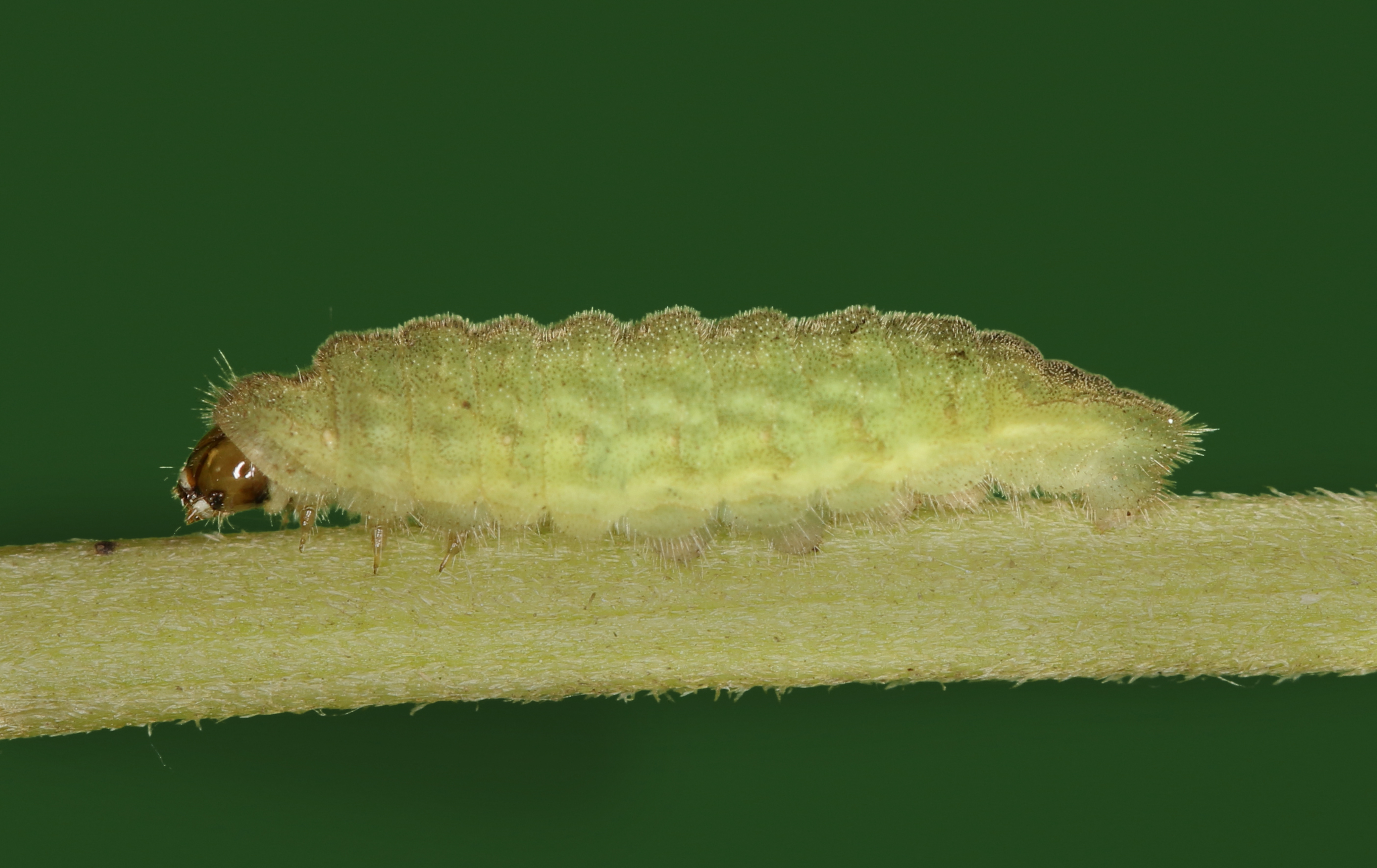
Hernyója